# Урицкий сельсовет (Гомельская область)
Урицкий сельсовет (бел. Уры́цкі сельсавет; до 1919 года — Волковицкокрупецкий) — административная единица на территории Гомельского района Гомельской области Республики Беларусь. Административный центр — агрогородок Урицкое.

## История
Волковицкокрупецкий сельский Совет с центром в деревне Волковицкий Крупец был образован в 1919 году. В 1925 году центр переименован в Урицкое с переименованием сельсовета.
Названия:
- с 1919 — Волковицкокрупецкий сельский Совет рабочих, крестьянских и красноармейских депутатов
- с 1925 — Урицкий сельский Совет рабочих, крестьянских и красноармейских депутатов
- с 5.12.1936 — Урицкий сельский Совет депутатов трудящихся
- с 7.10.1977 — Урицкий сельский Совет народных депутатов
- с 15.3.1994 — Урицкий сельский Совет депутатов[2].

Административная подчинённость:
- с 1919 — в Телешевской волости Гомельского уезда
- с 9.5.1923 — в Гомельской волости Гомельского уезда
- с 8.12.1926 — в Гомельском районе
- с 10.2.1931 — в Гомеле
- с 27.7.1937 — в Гомельском районе[2].

26 сентября 2006 года в состав сельсовета включены населённые пункты упразднённого Старобелицкого сельсовета.

## Состав
Урицкий сельсовет включает 10 населённых пунктов:
- Александровка — посёлок
- Алексеевка — посёлок
- Борок — посёлок
- Галеевка — деревня
- Залипье — деревня
- Зелёные Луки — деревня
- Красный Маяк — посёлок
- Островы — деревня
- Старая Белица — деревня
- Урицкое — агрогородок